# Grzegorz Antoni Ogiński

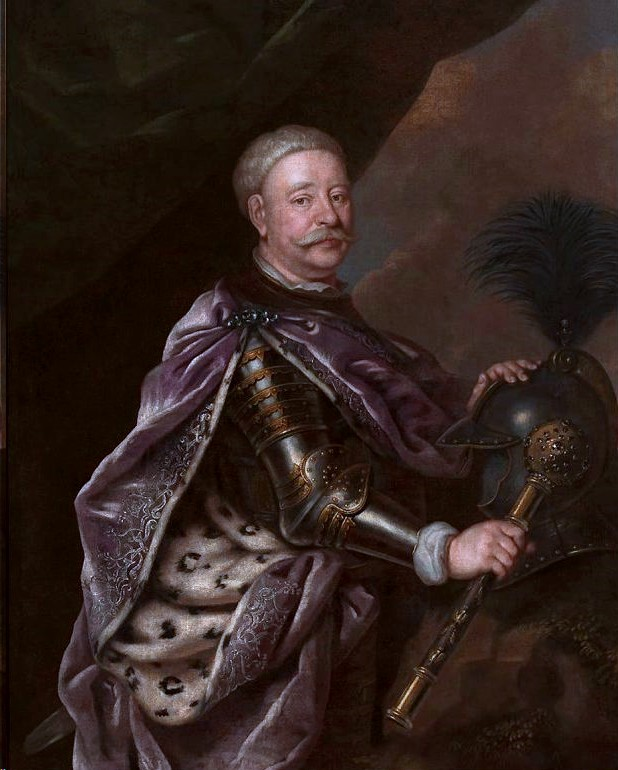
Grzegorz Antoni Ogiński

Grzegorz Antoni Ogiński, litauisch Grigalius Antanas Oginskis, russisch Григо́рий Анто́ний Оги́нский (* 23. Juni 1654; † 17. Oktober 1709 in Lublin) war ein polnisch-litauischer Hetman und Generalgouverneur des Herzogtums Samogitien (1698).

## Leben

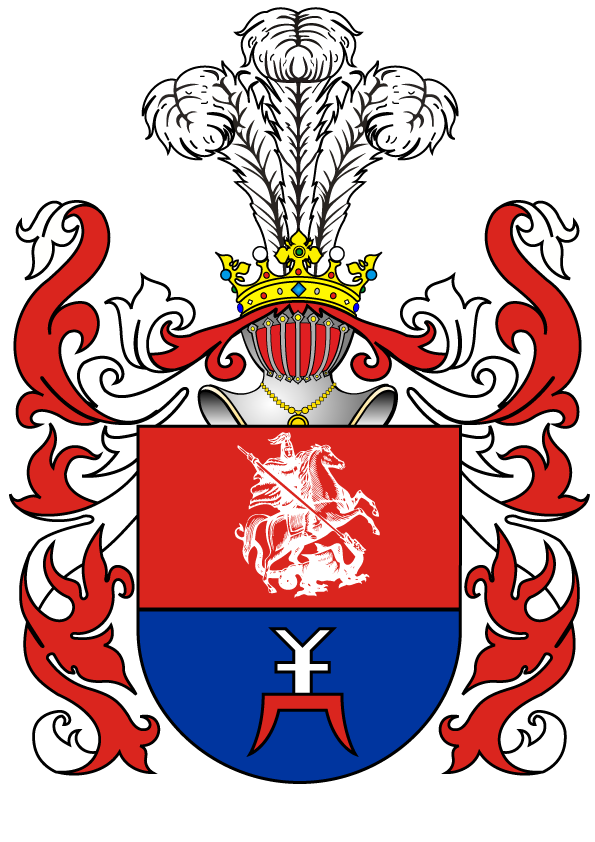
Familienwappen Ogiński

Im Jahre 1690, 1695 und 1696 wurde er auf dem Reichstag zum Botschafter im Bezirk Waukawysk gewählt.
Ogiński war einer der Anführer des Aufstands gegen die litauischen Magnaten Sapieha. Sein größter Erfolg im litauischen Bürgerkrieg war der Sieg am 18. November 1700 in der Schlacht von Olkieniki. Nach der Schlacht wurden Michał Franciszek Sapieha, der wichtigste Führer der Sapieha-Fraktion, ebenso wie viele andere Mitglieder der Familie und ihre Unterstützer, von einem betrunkenen Mob ermordet.
Ogiński war ein Unterstützer und enger Verbündeter von König August II. Er war ab 1703 Feldhetman von Litauen. Kurz vor seinem Tod wurde er 1709 zum Großhetman von Litauen ernannt. 
Für die Unterstützung des polnischen Königs und Großfürsten von Litauen, Augusts des Starken, wurde ihm der Orden des Weißen Adlers verliehen.
Sein Vater war Jan Samuelowicz Ogiński († 1684), ebenfalls Hetman, sein Sohn Kazimierz Marcjan Ogiński († 1727).
Bekannt war er als leidenschaftlicher Liebhaber der Musik. In seinem Hof hatte er ein eigenes Orchester. Alle nachkommenden Ogińskis waren große Musikfans oder selbst Musiker.

## Verweise
1. ↑  Gritskevich: A. Oginski – Lexikon der Geschichte von Belarus. In 6 Bänden - Band 1: A - Belitsa. - Mn: Belen, 1993. -Seite C 33. (In russischer Sprache).

| Personendaten    | Personendaten                                                                  |
| ---------------- | ------------------------------------------------------------------------------ |
| NAME             | Ogiński, Grzegorz Antoni                                                       |
| ALTERNATIVNAMEN  | Oginskis, Grigalius Antanas (litauisch); Оги́нский, Григо́рий Анто́ний (russisch) |
| KURZBESCHREIBUNG | polnisch-litauischer Hetman und General-Gouverneur des Herzogtums Samogitien   |
| GEBURTSDATUM     | 23. Juni 1654                                                                  |
| STERBEDATUM      | 17. Oktober 1709                                                               |
| STERBEORT        | Lublin                                                                         |